# Trigonisca mixteca
Trigonisca mixteca är en biart som beskrevs av Ayala 1999. Trigonisca mixteca ingår i släktet Trigonisca och familjen långtungebin. Inga underarter finns listade i Catalogue of Life.